# Типізація
Типізація (рос. типизация, англ. (use of) type designs, type-design practice; нім. Typung f, Typisierung f) – зведення виробництва різноманітних виробів і машин, будівель, технологічних процесів, комп'ютерних продуктів тощо до невеликого числа вибраних типів.